# Spelaeobochica allodentatus
Espèce
Spelaeobochica allodentatus est une espèce de pseudoscorpions de la famille des Bochicidae.

## Distribution
Cette espèce est endémique de l'État de Bahia au Brésil. Elle se rencontre à Palmeiras dans la grotte Gruta do Impossível.

## Publication originale
- Mahnert, 2001 : Cave-dwelling pseudoscorpions (Arachnida, Pseudoscorpiones) from Brazil. Revue Suisse de Zoologie, vol. 108, no 1, p. 95-148 (texte intégral).